# Cosmophasis chlorophthalma
Cosmophasis chlorophthalma är en spindelart som först beskrevs av Simon 1898.  Cosmophasis chlorophthalma ingår i släktet Cosmophasis och familjen hoppspindlar. Inga underarter finns listade i Catalogue of Life.